# Cocathédrale Sainte-Marie de Guadalajara
Cette  cathédrale n’est pas la seule cathédrale Sainte-Marie.
La cocathédrale Sainte-Marie (en espagnol : concatedral de Santa María, parfois précisé la Mayor ou de la Fuente) est une cocathédrale située dans la ville de Guadalajara, dans la communauté autonome de Castille-La Manche en Espagne. Elle est l'une des deux cathédrales siège du diocèse de Sigüenza-Guadalajara (avec la cathédrale Sainte-Marie de Sigüenza).
Elle a été construite au XIVe siècle sur les fondations d'une mosquée du XIIIe siècle.

## Protection
La cathédrale fait l’objet d’un classement en Espagne au titre de bien d'intérêt culturel depuis le 12 juillet 1941.

### Sources
- (es) Cet article est partiellement ou en totalité issu de l’article de Wikipédia en espagnol intitulé « Concatedral de Santa María de Guadalajara » (voir la liste des auteurs).